# Planta (powiat hajnowski)
Planta – wieś w Polsce położona w województwie podlaskim, w powiecie hajnowskim, w gminie Narewka.
W latach 1975–1998 miejscowość należała administracyjnie do województwa białostockiego.
We wsi zlokalizowana jest stacja kolejowa Narewka.
1 lipca 1941 wieś została spacyfikowana przez oddziały niemieckie. Mieszkańcy zdolni do pracy zostali wywiezieni na roboty przymusowe, kobiety, dzieci i starcy do majątku w Podwarkach. Wieś została zrabowana a następnie spalona. Podczas pacyfikacji śmierć poniosły dwie osoby.
Prawosławni mieszkańcy wsi należą do parafii Świętych Apostołów Piotra i Pawła w Lewkowie Starym, a wierni kościoła rzymskokatolickiego do parafii św. Jana Chrzciciela w Narewce.